# Walter Grevener
Walter Grevener (* 30. Dezember 1930 in Letmathe) ist ein deutscher Politiker und ehemaliger nordrhein-westfälischer Landtagsabgeordneter der SPD.

## Leben und Beruf
Nach dem Besuch der Volksschule absolvierte er eine Ausbildung in der kommunalen Verwaltung und war von 1948 bis 1965 in verschiedenen Funktionen tätig. Von 1966 bis 1975 war er Stadtdirektor in Langenberg. Als solcher war er treibende Kraft einer Sanierungsplanung, die den historischen Ortskern von Langenberg zum größten Teil dem Abbruch geopfert hätte. Ab 1975 bis 1986 war Grevener Dozent am Studieninstitut für kommunale Verwaltung und an der Fachhochschule für öffentliche Verwaltung.
Der SPD trat er 1950 bei. Er ist in zahlreichen Gremien der Partei tätig. Grevener ist Mitglied der Gewerkschaft Öffentliche Dienste, Transport und Verkehr.

## Abgeordneter
Vom 30. Mai 1985 bis 1. Juni 2000 war Grevener Mitglied des Landtags des Landes Nordrhein-Westfalen. Er wurde jeweils im Wahlkreis 043 Mettmann IV direkt gewählt.
Dem Stadtrat der Stadt Velbert gehörte er ab 1979 an.